# Long (Somme)
Long ist eine nordfranzösische Gemeinde mit 599 Einwohnern (Stand 1. Januar 2022) im Département Somme in der Region Hauts-de-France. Die Gemeinde liegt im Arrondissement Abbeville, ist Teil der Communauté de communes Ponthieu-Marquenterre und des KantonsRue.

## Geographie
Die rund fünf Kilometer südlich von Ailly-le-Haut-Clocher gelegene Gemeinde liegt größtenteils am nördlichen (rechten) Ufer der Somme, erfasst aber auch deren breites, von Teichen durchsetztes Tal und erstreckt sich im Norden bis zur Autoroute A16 und umfasst am Südufer der Somme den Ortsteil Le Câtelet an der Bahnstrecke von Amiens nach Abbeville. Das Gemeindegebiet liegt im Regionalen Naturpark Baie de Somme Picardie Maritime.

## Geschichte
Funde aus gallischer Zeit deuten auf frühe Besiedelung hin. Der Ort hieß früher Long-en-Ponthieu. Während des Hundertjährigen Kriegs wurde im Jahr 1346 die englischen Truppen von den französischen an der Brücke von Long zurückgeworfen.
Im Zweiten Weltkrieg wurde der Ort 1944 heftig bombardiert und die Brücke über die Somme wurde zerstört.
| 1962 | 1968 | 1975 | 1982 | 1990 | 1999 | 2006 | 2018 |
| ---- | ---- | ---- | ---- | ---- | ---- | ---- | ---- |
| 656  | 648  | 606  | 574  | 575  | 624  | 654  | 619  |

## Wirtschaft

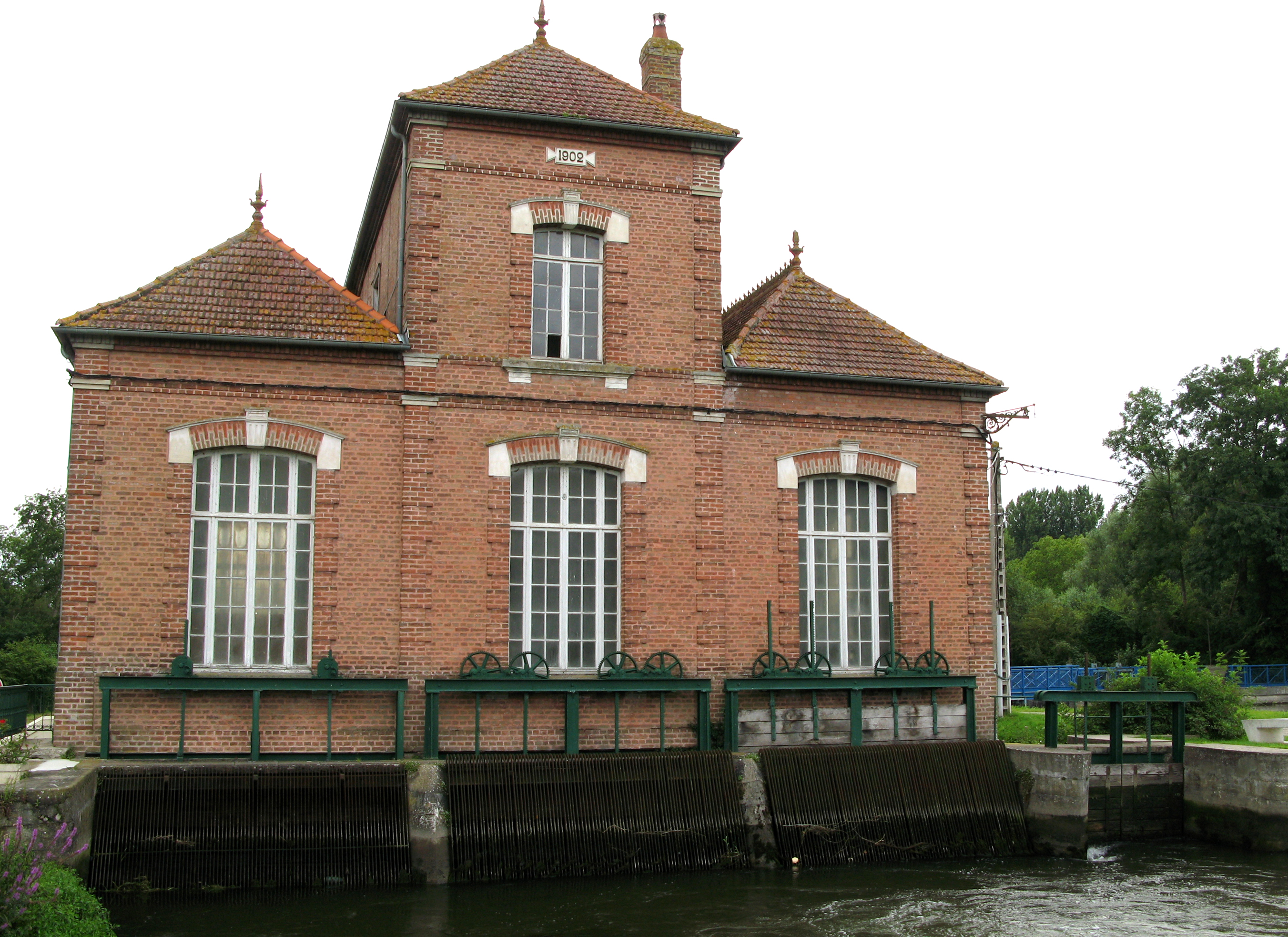
Das Wasserkraftwerk

Zwischen 1901 und 1903 wurde ein Wasserkraftwerk mit drei Turbinen an einem Seitenarm der Somme errichtet, das bis 1968 in Betrieb war. Seit 1984 steht es als Monument historique unter Schutz (Base Mérimée PA00116190).

## Sehenswürdigkeiten

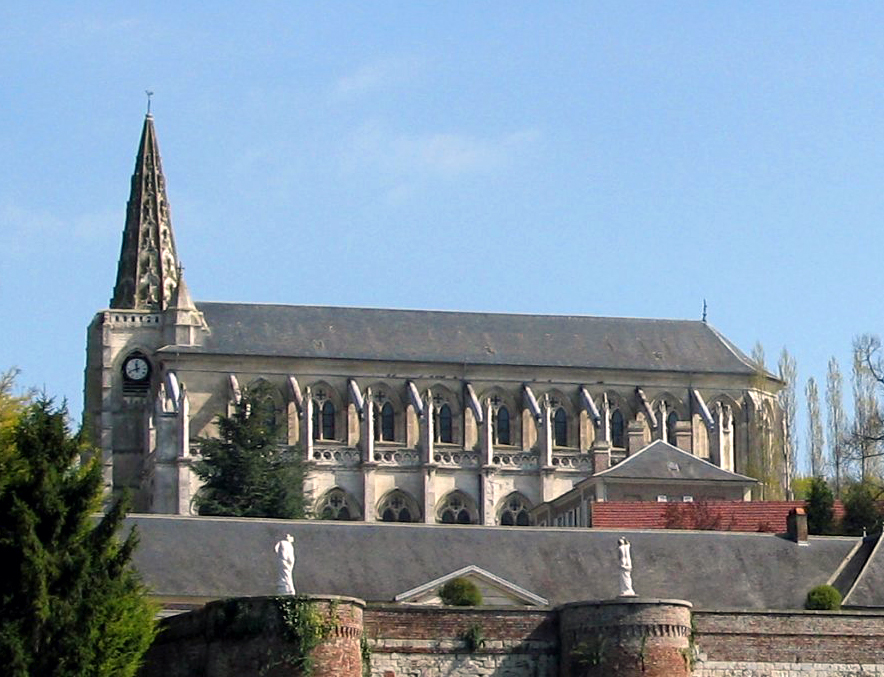
Kirche Saint-Jean-Baptiste

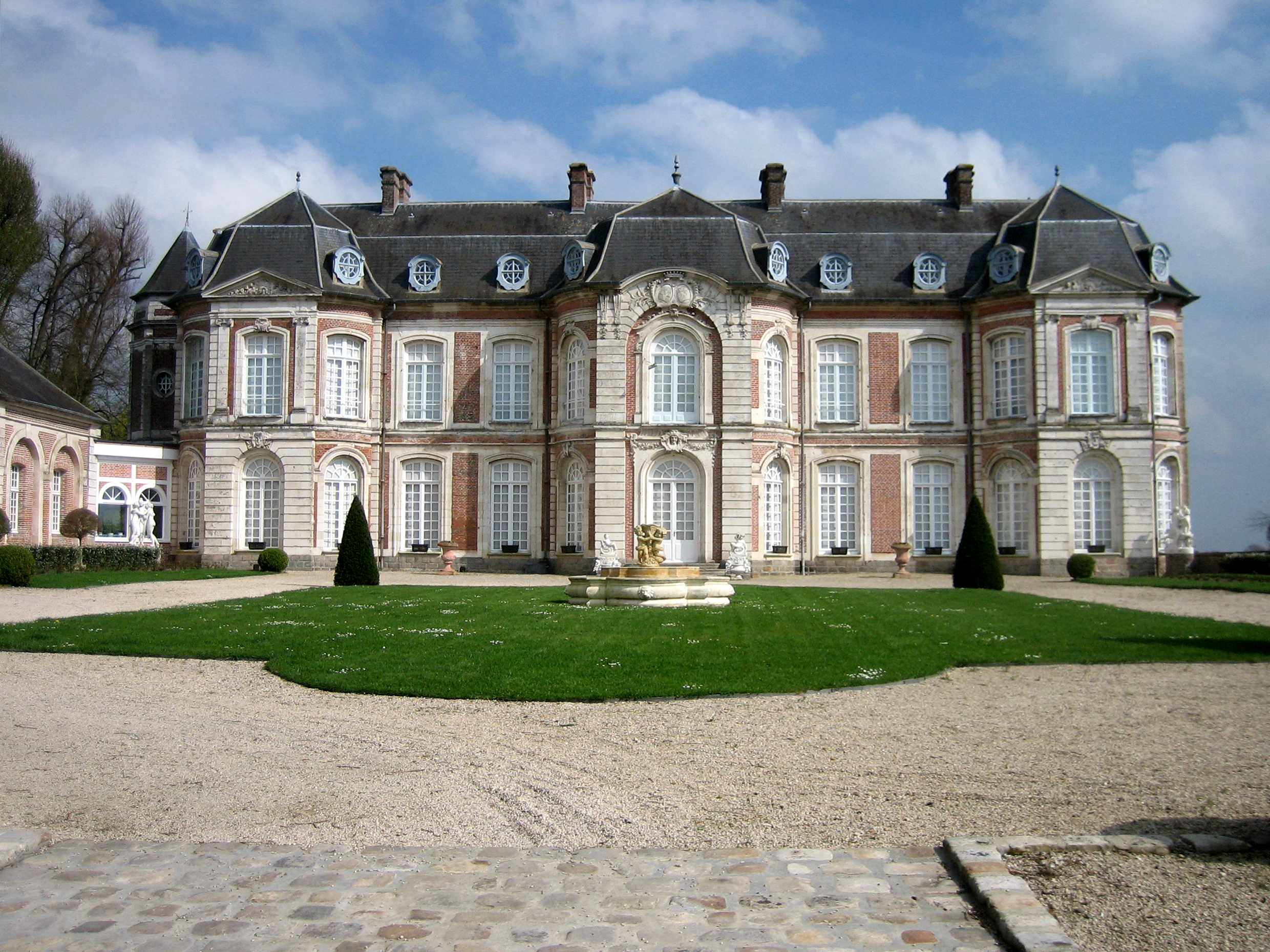
Das Schloss

- Die zwischen 1846 und 1851 an der Stelle von Vorgängerbauten nach Plänen des Architekten Hyancinthe Vimeux errichtete Kirche Saint-Jean-Baptiste, eines der ersten neugotischen Gebäude in der Picardie, das Portal, Glockenturm und Turmhelm aus dem Vorgängerbau des 16. und 17. Jahrhunderts bewahrt, mit Ausstattung von Aimé Duthoit und Louis Duthoit, 2006 als Monument historique klassifiziert (Base Mérimée PA00116189).[2]
- Schloss aus dem Jahr 1733 mit 20 ha großem Park und Taubenhaus, 1944 und 2003 als Monument historique eingetragen (Base Mérimée PA00116188).[3]
- Kriegerdenkmal aus dem Jahr 1920

## Persönlichkeiten
- Marceau Bilhaut, Chirurg (1848–1925), hier geboren.

## Long in der Literatur
La première chose qu'on regarde, ein 2013 erschienener Roman von Grégoire Delacourt, spielt großenteils in Long (deutsche Übersetzung von Claudia Steinitz unter dem Titel: Im ersten Augenblick, bei Hoffmann und Campe, 2014, ISBN 978-3-455-60001-8).